# ابن القس
مسعود البغدادي، المعروف بابن القس . طبيب بغدادي في آخر الدولة العباسية ، ذكره ابن العبري في ( تاريخ مختصر الدول) ولم يذكر تاريخه الا انه جعله ( من الأطباء المشاهير في هذا الزمان ) ، زمان ابن العبري أي القرن السابع الهجري ( الثالث عشر الميلادي ) ووصفه بانه طبيب حاذق نبيل.
خدم الخليفة المستعصم واختص به . وكان طبيبا لحرمه واولاده وخاصته .
وقد سمت منزلته لديه، ولما سقطت بغداد في يد المغول ، انقطع عن الناس ولزم منزله إلى ان مات .